# Internationaler Arbeitskreis Frau und Musik
Der Internationale Arbeitskreis Frau und Musik (e. V.) ist ein Organ der internationalen musikalischen Genderforschung. Der Verein konstituierte sich 1979 und feierte im November 2019 sein 40-jähriges Bestehen.

## Geschichte
Seine Geschichte begann 1977 mit dem Artikel Vergessene Komponistinnen von Elke Mascha Blankenburg in der Zeitschrift Emma, die damals seit einem Jahr erschien. Zu Beginn und bis heute wurden unbekannte, vergessene Komponistinnen mit ihren Werken ausgegraben und gesammelt. Dabei entstand das weltweit umfangreichste Archiv Frau und Musik (heute in Frankfurt a. M.) für Kompositionen von Frauen und für deren musikalisches Wirken in alten und neuen Zeiten.

## Gender-Aspekte und traditionelle Wahrnehmung der Frau in der Musikgeschichte
‚Il violino‘ sagt der Welsche, ‚Le violon‘ nennt’s der Franzos.

Dass man so das Genus fälsche, wundert unsereinen groß.

Uns erscheint die Violine immer nur als eine Frau.

Zeigt sich doch das Feminine schon in ihrem Körperbau.

Schlank der Hals das Köpfchen zierlich, sanftgeschwellt der Busen – und

Etwas breiter, wie natürlich (nicht zu breit!) das Hüftenrund. (…)

Und doch ist das tiefste Sehnen aller Geigen, aller Fraun,

An die Schulter sich zu lehnen Einem, dem sie ganz vertraun. (…)

Als besiegte Siegerinnen ihrer Niederlage froh (…)

Geigen streichen, Weiber minnen: Wunderbares Quiproquo!
Dieses Gedicht des Johannes-Brahms-Forschers Alfred von Ehrmann (1903) stellte die Musikwissenschaftlerin Eva Rieger an den Anfang ihres Buches Frau, Musik und Männerherrschaft – Zum Ausschluss der Frau aus der deutschen Musikpädagogik, Musikwissenschaft und Musikausübung (1981),

„spiegelt es doch wieder, mit welcher Süffisanz sich noch zu Beginn des 20. Jahrhunderts der männliche Teil unserer Gesellschaft über den anderen, den weiblichen Teil, erhob.“

Die Musik der Frauen wurde über Jahrhunderte von männlichen Musikschaffenden dominiert, denn:

„(…) dann bildet die männliche Identität einen integralen Bestandteil der ästhetischen Produktion selber (…)“

 so Rieger in der Einleitung ihres Buches. Insbesondere seit dem 18. Jahrhundert, dem Jahrhundert der Aufklärung, wurde die Rolle der Frau als Haushälterin ihres Mannes und Mutter seiner Kinder verfestigt, „eine kommode Lösung, die man(n) sich verständlicherweise zu erhalten strebte.“

## Heute
Inzwischen änderten sich die Wahrnehmungen in der Gesellschaft. Bereits 1992 wurden die ersten 15 Jahre der Entstehungs- und Erfolgsgeschichte des Internationalen Arbeitskreises e. V. Frau und Musik in einem ausführlichen Kalendarium erzählt. Zur Feier seines 40-jährigen Bestehens – 2019 – entstand ein Video über seine demokratische Leitung, internationale Arbeit und Vernetzung und die Gründung des Archivs Frau und Musik. Den Festvortrag hielt Eva Rieger. Das weltweit größte Archiv mit Musik von Frauen  in Frankfurt a. M. weist inzwischen rund 1900 Namen von Komponistinnen mit ihren Werken auf.
Bis heute gibt es auch die mit dem IAK eng zusammen arbeitende Zeitschrift Viva Voce.